# Stefan Kornelius

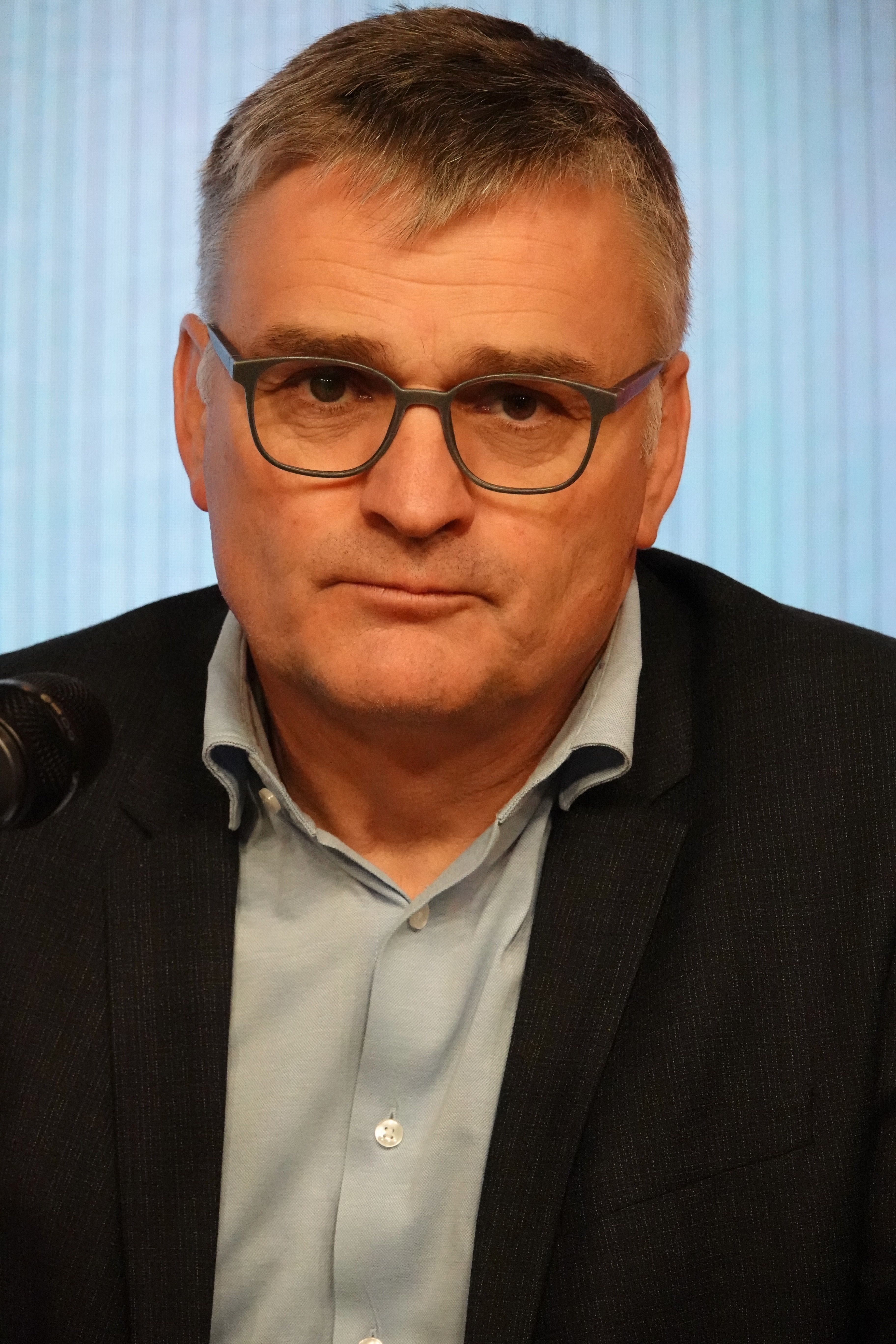
Stefan Kornelius (2024)

Stefan Kornelius (* 3. Dezember 1965 in Weinheim) ist ein deutscher politischer Beamter und ehemaliger Journalist sowie Publizist. Er ist seit 2025 Sprecher der deutschen Bundesregierung und Chef des Presse- und Informationsamtes im Amt eines Staatssekretärs. Von 2021 bis 2025 war er Ressortleiter Politik der in München erscheinenden Süddeutschen Zeitung und leitete dort zuvor ab 2000 das Außenpolitikressort.

## Leben
Kornelius absolvierte von 1986 bis 1987 die Henri-Nannen-Schule in Hamburg und studierte anschließend bis 1991 Politik, Geschichte und Staatsrecht an der Rheinischen Friedrich-Wilhelms-Universität Bonn und der London School of Economics and Political Science. 1986 gründete er gemeinsam mit Sebastian Turner, Annette Milz und Oliver Schrott die Fachzeitschrift Medium Magazin, deren Chefredakteur er 1989 wurde. Nach freier Mitarbeit für den Stern und die BBC arbeitet Kornelius seit 1988 für die Süddeutsche Zeitung. Für die SZ war er von 1993 bis 1996 Korrespondent in Bonn, von 1996 bis 1999 Korrespondent in Washington, D.C. und anschließend stellvertretender Büroleiter in Berlin. Seit 2000 war Kornelius Ressortleiter Außenpolitik. Von 2021 bis 2025 war er Ressortleiter Politik.
Seit 2008 moderiert er für die Körber-Stiftung in der Reihe Körber Debate Streitgespräche zu Themen der internationalen Politik.
Im Zuge der Bildung des Kabinetts Merz wurde Kornelius am 6. Mai 2025 Sprecher der deutschen Bundesregierung und Chef des Presse- und Informationsamtes im Amt eines Staatssekretärs.

## Kommentare und Positionen
In seiner Tätigkeit für die Süddeutsche Zeitung verfasste Kornelius zuletzt vor allem Meinungsbeiträge und Kommentare.
Seine Bewertung des historischen Erbes von Bundeskanzlerin Angela Merkel (im Amt von 2005 bis 2021) kam zu einem differenzierenden Urteil. Stärke und Schwäche zugleich sei Merkels abwartende Haltung gewesen, die große Schritte und Gesten ablehnte. In ihrer Person, der er einen „Zwang zur Mittlerrolle“ unterstellt, erkennt der Journalist den wichtigsten Faktor für den Bedeutungsgewinn Deutschlands in den entsprechenden Jahren.
Scharfe Kritik übte Kornelius an der Politik und dem Verhalten des US-Präsidenten Donald Trump. Angesichts dessen Drohungen gegen den Innenminister des Bundesstaates Georgia Ende 2020 forderte Kornelius, der Präsident müsse juristisch belangt werden.  Nach dem Sturm auf das US-Kapitol durch Anhänger des Präsidenten im Januar 2021 warnte der Journalist, Trump sei der Einsatz des Militärs im Inneren zur Sicherung seiner Macht zuzutrauen. Er befürwortete ein Amtsenthebungsverfahren gegen Trump in dessen letzten Tagen als 46. US-Präsident. Entsprechend begrüßte Kornelius die Politik Joe Bidens kurz nach dessen Amtsübernahme und sah in ihm den „Anti-Trump.“ Im April 2023 begrüßte er eine erneute Kandidatur Bidens für eine zweite Amtszeit. Biden habe in der Wirtschaftspolitik eine positive Bilanz, verkörpere eine mehrheitsfähige Mitte, zudem sichere ihn ein starkes Regierungsteam vor etwaigen Schwächen aufgrund seines hohen Alters ab. Im Oktober 2023 hingegen sah er Bidens Chancen durch außenpolitische Herausforderungen gefährdet.
Vor der Unberechenbarkeit des russischen Präsidenten Wladimir Putin warnte Kornelius vor der russischen Invasion der Ukraine im Februar 2022 mehrfach. Im März 2022 bezeichnete er Putin in der SZ als schweren Kriegsverbrecher, mit dem man nicht verhandeln könne. Die russische Arme verursache vorsätzlich großes Leid in der Ukraine, welches in die Zuständigkeit des Internationalen Strafgerichtshofs fiele. Hier ergebe sich jedoch die Problematik der Nichtanerkennung des Gerichtshofs durch Russland und die USA: „Wer sollte Putin also zur Rechenschaft ziehen, wenn selbst die USA das völkerrechtliche Instrument stumpf lassen? Dieses Dilemma der internationalen Politik ist nicht neu, es hat jetzt nur eine gewaltige Dimension erreicht.“
Kornelius befasste sich in Meinungsbeiträgen zudem mit dem Fall Julian Assange. Der Journalist warnte vor einem unterkomplexen Bild des australischen Aktivisten, sein Handeln entziehe sich einer schlichten Täter-Opfer-Unterscheidung. Den Vorwurf einer in diesem Fall politisierten Justiz befand Kornelius als absurd und warnte vor einer Mythologisierung des Australiers. Im Juli 2024 forderte er Assange zu Verhandlungen über eine Einigung mit den US-Justizbehörden auf.
Bezüglich des Nahostkonfliks bezeichnete Kornelius Trumps Abraham-Accord als „lächerliches Stück Diplomatie“, andererseits würden Joe Bidens Bemühungen um eine Zweistaatenlösung durch antiisraelische Stimmen in der Demokratischen Partei erschwert. Nach dem Terrorangriff der Hamas auf Israel im Oktober 2023 betonte er Israels Recht auf Selbstverteidigung. Während er bezweifelte, ob sich die Ideologie der Terrororganisation wirklich nachhaltig besiegen ließe, konstatierte er: „Die Hamas muss, so weit möglich, militärisch zerstört werden. Im Nahen Osten ist Krieg und Gewalt seit jeher ein Machtfaktor, der nur durch Abschreckung und Wachsamkeit kontrolliert werden kann. Israel muss seine militärische Dominanz demonstrieren, wenn es nicht von einer Welle der Gewalt überrollt werden will.“ Mitte 2024 sah er die Regierung Nethanjahu am Ende ihrer Optionen und befürwortete Neuwahlen in Israel. Nach der Tötung des Hisbollah-Funktionärs Hasan Nasrallah sprach Kornelius von einer Zäsur im Nahostkonflikt und sah den Moment für einen israelisch-palästinensischen Ausgleich gekommen. Eine „Architektur der Gerechtigkeit im Nahen Osten“ werde jedoch unter anderem von rechtsradikalen Elementen in der israelischen Regierung gehemmt. Kritik äußerte Kornelius in der Süddeutschen Zeitung an den vom Internationalen Strafgerichtshof erlassenen Haftbefehlen gegen Nethanjahu und Joaw Gallant. Im November 2024 formulierte er hierzu: „Der Strafgerichtshof hätte wissen müssen, dass er mit seinem Haftbefehl viele Staaten in ein unlösbares Dilemma stürzt und damit selbst Opfer einer Politisierung wird, die ihm schadet. Die Situation Netanjahus ist eben nicht so eindeutig wie der politisch und strafrechtlich eindeutige Fall eines Wladimir Putin, der souveräne Staaten in seiner Nachbarschaft mit einem Angriffskrieg terrorisiert.“ Die Antwort auf den Zielkonflikt der deutschen Bundesregierung, einerseits internationale Institutionen zu unterstützen und andererseits an besonderen Beziehungen zum Staat Israel festzuhalten müsse die nächste Bundesregierung finden.

## Mitgliedschaften
Kornelius ist Mitglied der Atlantik-Brücke und moderiert dort Veranstaltungen.
Er ist Mitglied der Deutschen Gesellschaft für Auswärtige Politik (DGAP), einem Netzwerk und einer Denkfabrik für Außenpolitik.
Kornelius gehört darüber hinaus dem Beirat der Bundesakademie für Sicherheitspolitik (BAKS) an, einer ressortübergreifenden Weiterbildungsstätte der Bundesrepublik Deutschland auf dem Gebiet der Sicherheitspolitik.
Er ist auch Mitglied des Deutsch-Russischen Forums und Jury-Mitglied beim Arthur F. Burns Preis.
Kornelius gehört dem Kuratorium des Münchener Kammerorchesters an.

## Preise und Auszeichnungen
1991 erhielt er den Axel-Springer-Preis für Nachwuchsjournalisten für den Artikel Hitler und Stalin als Untermieter.
2003 war er mit Clemens Wergin Preisträger des George F. Kennan Kommentar-Preises, der seit 2001 jährlich vom Verein Internationale Journalisten-Programme e.V. (IJP) für „die beste transatlantische Berichterstattung in Kommentarform“ verliehen wird. Preisgekrönt wurde sein Kommentar Die Kunst der Kriegsvermeidung.
2007 erhielt er gemeinsam mit Georg Mascolo den Karl-Klasen-Journalistenpreis.
2009 verlieh ihm die Jury des Medium Magazins unter der Auszeichnung „Journalist des Jahres“ einen Sonderpreis für seinen Bericht über den Luftangriff bei Kundus. In seiner Laudatio erklärte Journalist und Jury-Mitglied Wolfgang Kaden, dass Kornelius durch die Veröffentlichung der Inhalte des geheimen ISAF-Berichts der innenpolitischen Debatte über den Bundeswehr-Einsatz am Hindukusch eine Wende gegeben habe.

## Kontroversen
Kornelius’ Vernetzung mit Thinktanks und politischen Eliten wurde am 29. April 2014 von der Satiresendung Die Anstalt kritisch dargestellt. Der Satirebeitrag stützte sich auch auf Uwe Krüger. Dieser hatte in seiner im Oktober 2011 angenommenen Dissertation über den Einfluss von Eliten auf Leitmedien im Zeitraum 2002 bis 2009 Kornelius zu den am stärksten vernetzten Journalisten gezählt, der bei den Themen Sicherheit, Verteidigung und Auslandseinsätze der Bundeswehr den Diskurs der Eliten abgebildet, ihre Argumente verbreitet und für mehr militärisches Engagement geworben habe. Das vermittelte Bild von Bedrohungen und Konflikten habe offiziellen militärpolitischen Doktrinen entsprochen. Nach Krüger wies das Netzwerk von Kornelius deutliche Übereinstimmungen mit den Netzwerken von Klaus-Dieter Frankenberger, Josef Joffe und Michael Stürmer auf.
In einem Interview mit dem ZAPP-Autor Daniel Bröckerhoff (NDR) vom 14. Mai 2014 gestand Kornelius Fehler bei der Transparenz ein, verteidigte aber seine Mitgliedschaften in Institutionen, da dies zu seinem Geschäft als Journalist gehöre. Er bilde sich seine Meinung eigenständig und vertrete nicht die Meinungen dieser Institutionen. Für die journalistische Mitwirkung in politischen Institutionen zog er die Grenze bei der Politikberatung. Die Auseinandersetzung mit ihm und den Leitmedien im Ganzen kritisierte er als überzogen und im Ton unangemessen. Eine besondere Rolle in der Kritik an den Leitmedien wies er der Forschungsarbeit Uwe Krügers zu. Krügers These, der Einfluss von Eliten bestimme die journalistische Arbeit von Leitmedien und Alpha-Journalisten, wies er als unbegründet zurück.
Seine Beiratstätigkeit bei der Bundesakademie für Sicherheitspolitik empfinde er als „ein Stück gesellschaftlicher Verpflichtung, der er als Staatsbürger und Steuerzahler nachkomme.“
In einem Interview im August 2014 bezeichnete Kornelius die Arbeit Krügers als „politische Kritik im Gewand einer wissenschaftlichen Arbeit“. Er kritisierte die geringe Anzahl an untersuchten Texten und beschrieb die Auswahl der untersuchten Journalisten als politisch motiviert. Der Chefredakteur der ZEIT, Bernd Ulrich, merkte dagegen in seinem Buch Sagt uns die Wahrheit (2015) an, dass diese transatlantischen Netzwerke „Transmissionsriemen für die amerikanische Denkart in der Außenpolitik“ seien. „Durch dieses journalistische Eingebettetsein“ habe „die außenpolitische Debatte hierzulande zuweilen einen merkwürdigen amerikanischen Akzent (…). Das spüren auch jene, die von der Atlantik-Brücke gar nichts wissen, und das macht sie misstrauisch. Insofern sind auch die Journalisten in der Bringschuld, wenn es um einen neuen realistischen und ehrlichen Diskurs in der Außenpolitik geht und darum, Leservertrauen zurückzugewinnen.“ (S. 47 f.).
Nach Kornelius' Übernahme des Postens des Regierungssprechers unter Bundeskanzler Friedrich Merz im Mai 2025 wurden ähnliche Vorwürfe wiederholt. In der taz wurde etwa vermerkt, Kornelius sei für sein neues Amt gerade daher perfekt geeignet, da er durch seine zahlreichen Mitgliedschaften bereits Erfahrung im Bereich „Propaganda“ habe.

## Schriften
- Al Gore – Mission Klima: Sein Leben – seine Ziele. Herder, 2007, ISBN 978-3-451-03020-8.
- Der unerklärte Krieg. Deutschlands Selbstbetrug in Afghanistan. Hamburg 2009, ISBN 978-3-89684-138-4.
- Deutsche Soldaten im Krieg. Fackelträger, 2010, ISBN 978-3-7716-4459-8.
- Barack Obama: Aufstieg, Krise, zweite Chance. Süddeutsche Zeitung, München 2012, ISBN 978-3-86497-113-6.
- Angela Merkel. Die Kanzlerin und ihre Welt. Hoffmann und Campe, Hamburg 2013, ISBN 978-3-455-50291-6.
  - englisch: Angela Merkel: The Chancellor and her World. The Authorized Biography, Croydon: Alma Books 2013.